# Boutte
Boutte é uma Região censo-designada localizada no estado americano de Luisiana, na Paróquia de St. Charles.

## Demografia
Segundo o censo americano de 2000, a sua população era de 2181 habitantes.

## Geografia
De acordo com o United States Census Bureau tem uma área de 
9,8 km², dos quais 9,7 km² cobertos por terra e 0,1 km² cobertos por água.

## Localidades na vizinhança
O diagrama seguinte representa as localidades num raio de 12 km ao redor de Boutte. 